# Calvin Coolidge
John Calvin Coolidge, Jr. (4. července 1872 Plymouth Notch, Vermont – 5. ledna 1933 Northampton, Massachusetts) byl 30. prezident a 29. viceprezident Spojených států amerických. Byl starší ze dvou dětí rodičů Johna Calvina a Victorie Moor Coolidgeových. Jeho mladší sestra zemřela ve věku 14 let. John Calvin Coolidge, Jr. se narodil v Den nezávislosti.
Jako prezident byl Calvin Coolidge proslulý svou uvážeností, introverzí, mlčenlivostí a suchým humorem a lakonickým, někdy jen několikaslabičným vyjadřováním – málokdy v rozhovoru řekl více než několik slov a i jeho oficiální projevy jsou charakteristické stručností, úsečností a jednoduchou gramatickou stavbou. Proto si od americké veřejnosti vysloužil přezdívku, Silent Cal, česky Tichý Cal. Přes svou introvertní povahu však měl velmi dobré kontakty s médii, jako vůbec první americký prezident začal k politickým účelům používat rozhlas a svolal více tiskových konferencí než kterýkoliv jiný prezident, přes 520.
Coolidge byl politicky konzervativní, vyznával zásadu laissez faire, silně však podporoval zemědělství a snižoval daňovou zátěž. Jeho vláda byla obdobím bouřlivého ekonomického a kulturního rozmachu, tzv. roaring twenties, hájil také práva katolíků a Afroameričanů a silně omezil vliv rasistické organizace Ku-klux-klan na vrcholnou politiku. Ve své době byl velmi populární, zvláště mezi střední třídou. Kritizován je jeho postoj k sociálním otázkám a faktická neexistence jeho zahraniční politiky, kde pokračoval v politice Izolacionismu svého předchůdce Warrena G. Hardinga.

## Mládí
John Calvin Coolidge se narodil 4. července 1872 do významné novoanglické rodiny ve státě Vermont. Jeho otec John Calvin Coolidge st. byl farmářem, obchodníkem, poštmistrem, notářem a hrál důležitou roli v komunální politice. O matku Victorii Josephinu Moor přišel již ve svých 12 letech.
Od dětství byl znám pod svým prostředním jménem Calvin, které se na počest protestantského reformátora Jana Kalvína v rodině dědilo po mnoho generací.
Základnímu vzdělání se mu dostalo v jeho rodném městě. Byl průměrným žákem, nicméně se mu podařilo dostat na prestižní školu Amherst Collage v nedalekém Amherst ve státě Massachusetts. Zde se jeho prospěch výrazně zlepšil a v roce 1895 promoval s vyznamenáním. Coolidge byl členem republikánského klubu i bratrstva Phi Gamma Delta. Získal na kampusu pověst díky svému důvtipu a výrazným řečnickém schopnostem.

## Politická kariéra

### Raná léta v politice
Calvin Coolidge se stal aktivní v politice již v roce 1896, kdy pomáhal s místní kampaní republikánskému kandidátovi na prezidenta, senátorovi Williamu McKinleymu. Konec devadesátých let 19. století a první dvě desetiletí století 20. znamenala pro Coolidgeovu kariéru dynamický vzestup. Roku 1898 byl zvolen do městské rady. Tuto práci Coolidge považoval především za prostředek k navazování užitečných kontaktů pro svou právnickou praxi. Roku 1900 byl jmenován městským právníkem. Roku 1903 byl zvolen místním úředníkem. O rok později se stal předsedou místní organizace republikánské strany. Roku 1905 kandidoval do městské školské rady, avšak zde zažil svůj první politický neúspěch a zvolen byl jeho protikandidát. Nicméně o dva roky později, tedy roku 1907, byl zvolen do státního zákonodárného sboru státu Massachusetts. V roce 1910 úspěšně kandidoval na starostou Northamptonu. Po dvou rocích v úřadu starosty se stal senátorem Senátu státu Massachusetts. Roku 1914 již působil jako předseda Massachusettského senátu.
Následně jeho kariéra postupovala v pozvolném vzestupu a roku 1916 se stal zástupcem guvernéra. Jako viceguvernér Samuela W. McCalla fungoval následující dva roky, než se posunul dále po politickém žebříčku.

### Guvernér Státu Massachusetts
V roce 1918 se guvernér Samuel W. McCall rozhodl neobhajovat svůj mandát a místo toho se pokusil kandidovat do senátu. Místo guvernéra se uvolnilo. Této situace využil Calvin Coolidge a oznámil svou kandidaturu na guvernéra. Jeho spolukandidátem se stal předseda massachusettské sněmovny reprezentantů, bostonský právník, Channing Cox. Coolidge se těšil u místních republikánů velkému respektu, tomu nasvědčuje i fakt, že v primárkách neměl žádného protikandidáta.
Ačkoliv bylo Massachusetts silně republikánským státem, Coolidge vyhrál velmi těsně nad demokratickým protikandidátem Richardem H. Longem. Rozdíl tvořilo pouze něco málo přes 17tisíc hlasů.

#### Bostonská stávka policistů
V roce 1919 se guvernér Calvin Coolidge musel vypořádat s prvním velkým problémem. Bostonská policie se pokusila vstoupit do celoamerické odborové organizace AFL. Vrchní velitel policie Edwin Curtis se pokusil o vyjednávání, avšak po neúspěších a vstupu strážníků do AFL změnil svůj postoj a rozhodl se jednat rázně. Curtis nechal 19 vůdců této akce se propustit. To vyvolalo stávku strážníků. V Bostonu to okamžitě vedlo k zvýšení kriminality a nepokojům.

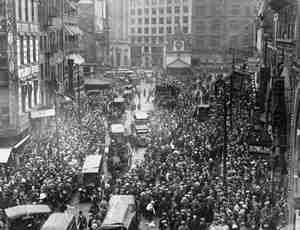
Policejní stávka v Bostonu (1919)

Coolidge se nejdříve rozhodl nechat řešení situace na místních orgánech. Avšak po neúspěších se rozhodl povolat do Bostonu Národní gardu a dobrovolníky ve formě milice. Vypjatá situace vedla i ke střetům mezi stávkujícími policisty a gardou. Zabiti byli 2 strážníci. Velitel bostonské policie na pokyn Coolidge tři čtvrtiny strážníků propustil (1100) a nechal najmout nových 1500 z řad veteránů první světové války. AFL zaslala Coolidgeovi telegram, kde se zastala stávkujících strážníků a jejich práv. Na něj Coolidge reagoval v otevřeném dopise a popřel policejní právo na stávku s tím, že je nelze tolerovat a vyvyšovat zájmy jednotlivců nad bezpečnost občanů nejen Bostonu, ale celých Spojených států.
| „                                                                       | "Vaše tvrzení, že se komisař mýlil, nemůže ospravedlnit křivdu, když nechal město nehlídané. To poskytlo příležitost; kriminálnímu prvku, který žalobu poskytl. Neexistuje žádné právo udeřit proti veřejné bezpečnosti kýmkoli, kdekoli a kdykoli. ... Stejně tak jsem odhodlán bránit suverenitu Massachusetts a zachovat autoritu a jurisdikci nad svými veřejnými činiteli tam, kde byla umístěna ústavou a zákony jejího lidu." | “ |
| — Telegram od guvernéra Calvina Coolidge pro vůdce AFL Samuela Gomperse | |   |

## Viceprezident

### Nominace a volby
Při Republikánské národní konvenci roku 1920 se pokusil uspět jako kandidát na prezidenta, avšak neúspěšně. Po udělení nominace ohijskému senátorovi Warrenu G. Hardingovi se národní konvence měla rozhodnout, koho nominovat za viceprezidenta. Původně se počítalo s tím, že Harding nominaci nezíská a stane se viceprezidentem. Vedení národní konvence se rozhodlo oslovit kalifornského guvernéra Hirama Johnsona. Ten měl být progresivní rovnováhou ke konzervativnímu Hardingovi. Johnson však nabídku odmítl. Dalším, koho vedení oslovilo, byl guvernér Wisconsinu Irvine Lenroot. Ten nabídku přijal. Když illinoiský senátor Medill McCormick vstal, aby oznámil nominaci Lenroota, několik delegátů nepustilo McCormicka ke slovu a začali křičet: "Coolidge!"

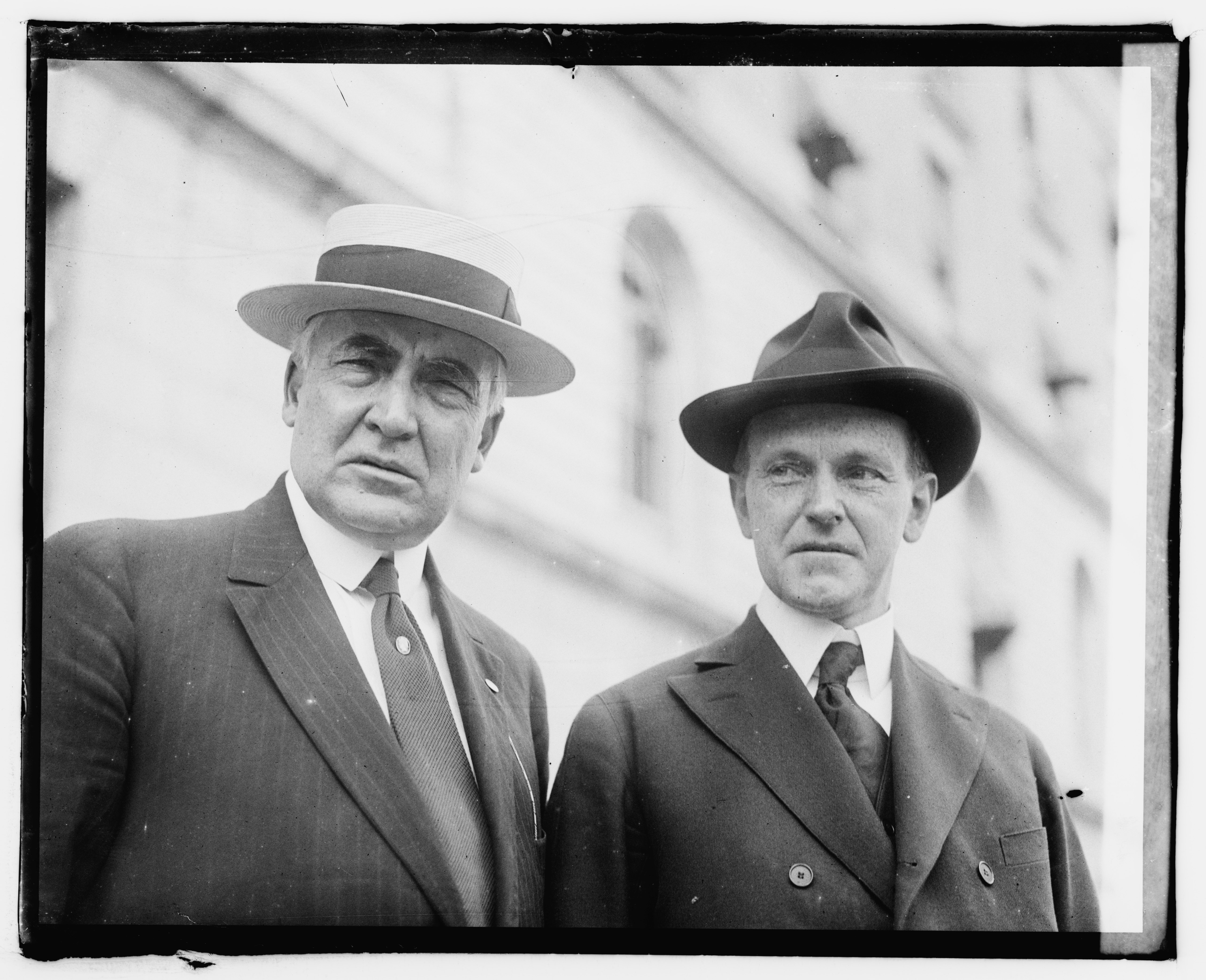
Warren G. Harding s Calvinem Coolidgem

Jeden delegát z Oregonu následně Coolidge navrhl. Návrh se rychle uchytil a Coolidge byl nečekaně nominován. Historik Donald R. McCoy tento akt označil za první od nominace Jamese Garfielda v roce 1880, kdy „delegáti převzali kontrolu nad republikánským sjezdem“.
Harding a Coolidge vedli svou kampaň s heslem America first, česky Amerika na prvním místě. To mělo dovodit dojem, že Demokratická strana stojí na straně zájmů Spojených národů, kdežto Harding a republikáni stojí na straně práv a zájmů Spojených států. Harding vedl svou kampaň ze svého domovského státu Ohio, zatímco Coolidge se vydal na kontaktní kampaň po východním pobřeží, hlavně po severních státech jihu, jakou jsou Virginie, Maryland nebo Delaware. Harding s Coolidgem nakonec prezidentské volby drtivě vyhráli nad demokratickými protikandidáty Jamesem Coxem a Franklinem Delano Rooseveltem.

### Období ve funkci
Calvin Coolidge nastoupil do funkce spolu s Warrenem G. Hardingem 4. března 1921. Jako viceprezident hrál Coolidge v Hardingově administrativě jen malou roli, i když se účastnil zasedání kabinetu. Jako předseda Senátu se příliš neprojevoval a věnoval se hlavně veřejným projevům. I přes různé skandály prezidenta Warrena G. Hardinga a členů jeho administrativy zůstal Coolidge u americké veřejnosti ve velké oblibě. Vysloužil si pověst čestného a pracovitého muže.

## Prezidentství
Když se prezident Warren G. Harding připravoval na kampaň za znovuzvolení, rozhodl se vydat na turné po Spojených státech. Avšak v Kalifornii se mu udělalo nevolno a v San Franciscu nečekaně 2. srpna 1923 zemřel. V té době byl Coolidge na návštěvě své rodiny ve Vermontu v domě, kde nebyla elektřina ani telefon. Zprávu o úmrtí dostal až od posla v brzkých ranních hodinách. Coolidge se oblékl, pomodlil a složil ve 2:47 hodin ráno přísahu do rukou svého otce, notáře. Poté se vrátil do postele. Druhý den se vrátil do Washingtonu, kde znovu složil přísahu do rukou ústavního soudce Adolpha Hoehlinga ml., aby předešel všem pochybnostem o své první přísaze.
Zpočátku se na Coolidge pohlíželo s nedůvěrou. Samo vedení republikánské strany pochybovalo o Coolidgeově schopnosti vést zemi. Rok ve funkci však republikánskou stranu přesvědčil a ta udělila Coolidgeovi nominaci do voleb 1924. Při nich Coolidge vyhrál nad demokratickým kandidátem Johnem W. Davisem a progresivním kandidátem Robertem La Follettem.

### Politika a politické názory prezidenta Coolidge
Politika Calvina Coolidge se vyznačovala konzervativismem a ekonomickým liberalismem.

#### Imigrace
V roce 1924 podepsal Coolidge zákon o imigraci. Ten se stal jedním z nejpřísnějších imigračních zákonů v moderní historii Spojených států. Zákon povoloval imigraci do USA pouze osobám s vysokoškolským vzděláním a zakazoval imigraci z Asie a Mexika. Dále určil maximální hranici počtu přijetí imigrantů za rok, která tvořila 2 % z celkového počtu obyvatel států. Tato hranice byla roku 1927 zrušena a zvýšena 150 000 imigrantů za rok. Prezident Coolidge poznamenal, že Amerika musí zůstat americkou.
Imigrační zákon v té době pobouřil japonskou vládu, která vyvolala mezinárodní protest a posilovala protiamerický sentiment. Zákon totiž zrušil neformální takzvanou Gentlemanskou dohodu z roku 1907, která zaručovala imigraci Japonců do Spojených států bez jakéhokoliv omezení.

#### Ekonomika
Prezident Coolidge je často označován jako zastánce ekonomické teorie laissez faire. Někteří historici však tvrdí, že ekonomická politika Calvina Coolidge je špatně chápána. Podle nich Coolidge byl odpůrce zásahů do ekonomiky, protože byl přesvědčen, že ekonomickou politiku si musí tvořit každý stát Unie sám.
Za jeho prezidentství došlo ke snížení státního dluhu Spojených států z 22,3 miliard na 16,9 miliard dolarů, což činilo celkové snížení o 24,2 %. Coolidge se tak stal posledním americkým prezidentem, za jehož vlády došlo ke snížení dluhu. Calvin Coolidge spolu s ministrem financí Andrewem Mellonem prosadil tři velké daňové škrty. Jedním z nejvýznamnějších škrtů byl zákon o příjmech z roku 1924, také známý jako Mellonův zákon o daních, který měl výrazně snížit sazby daně z příjmu. Kvůli opozici v kongresu však muselo být nakonec do zákona dopsáno vytvoření nové daně z darů a zvýšení daně z nemovitosti.

#### Zahraniční politika
Coolidge pokračoval v izolacionistické politice svého předchůdce prezidenta Hardinga. Sám byl odpůrcem války a dával větší přednost dění v Americe než v zahraničí. I přesto jeho diplomacie pomohla zlepšit vztahy Spojených států a latinskoamerických zemí, které byly zhoršeny intervencionistickou politikou prezidenta Woodrowa Wilsona.

##### Mexiko

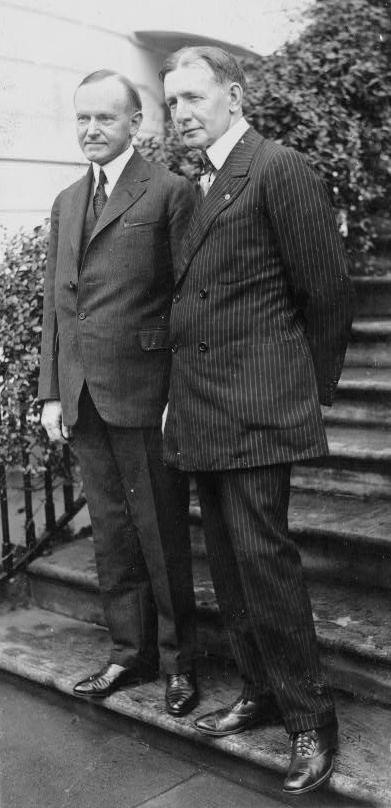
Calvin Coolidge s viceprezidentem Charlesem Dawesem

Calvin Coolidge již na počátku musel řešit problémy se sousedním Mexikem. V roce 1923 jeho administrativa uznala vládu Álvara Obregóna. Coolidge se snažil navázat na politiku Warrena G. Hardinga a vyjednat s Mexikem změnu mexické ústavy, hlavně článek 27, který umožňuje Mexiku v případě "veřejného zájmu" znárodnit soukromý majetek a reguluje množství nerostných surovin, které mohou zahraniční společnosti vytěžit . Jednání bylo úspěšné a americké společnosti jako Texas Oil získaly plná práva na mexickém trhu.
Obrat nastal v roce 1924, kdy se prezidentem Mexika stal generál Plutarco Elías Calles. Ten zrušil americké výhody na mexickém trhu a uplatnil článek 27. Ministr zahraničí Spojených státu amerických Frank B. Kellogg vyhrožoval Mexiku válkou. Ačkoliv se po činu prezidenta Callese zvedl odpor a někteří politici vyzývali k okamžité válce, prezident Coolidge zůstal klidný a pokoušel se situaci vyřešit diplomaticky. Sám neviděl ve válce s Mexikem žádný smysl.
V roce 1927 prezident Calles nakonec vyřadil americké ropné společnosti z mexického trhu. V září 1927 proběhl telefonní hovor mezi Coolidgem a Callesem, při kterém se domluvilo zlepšení vztahů mezi oběma zeměmi. Coolidge nechal vyměnit velvyslance Jamese Rockwella Sheffielda za svého přítele bankéře Dwighta Morrowa. Morrowovi se podařilo vyjednat změnu mexických zákonů, což se stalo diplomatickým úspěchem Coolidgeovy administrativy.

##### Latinská Amerika
Calvin Coolidge na počátku roku 1925 rozhodl o stažení amerických vojsk z Nikaraguy, kterou Američané okupovali od roku 1912. V roce 1926 však po převratu Emiliana Chamorra Vargase vypukla v Nikaragui občanská válka. Vargas však nedokázal v konzervativní frakci udržet moc a byl nahrazen Adolfem Diazem. Diaz požádal Spojené státy o vojenskou intervenci. Coolidge poslal do Nikaraguy několik set vojáků námořní pěchoty a bývalého ministra války Henryho L. Stimsona, který vyjednal mír mezi povstalci a vládou, aniž by byli američtí vojáci nasazeni k boji. Americké jednotky nicméně nadále zůstaly na území Nikaraguy až do roku 1933, kdy byly staženy prezidentem Herbertem Hooverem.
Coolidgeova administrativa také dokončila stahovaní vojsk z Dominikánské republiky, které byla obsazena v roce 1916 na příkaz prezidenta Woodrowa Wilsona. Coolidge pomohl na Dominikánské republice vybudovat policejní síly, které měly zajistit stabilitu v zemi. 18. září 1924 poslední američtí vojáci opustili dominikánské území a tím skončila americká okupace.
Calvin Coolidge byl také posledním prezidentem, který navštívil Kubu, až do návštěvy Baracka Obamy v roce 2016.

##### Mírová Iniciativa
Coolidge byl odpůrcem válek a proto se snažil spolu s ministrem zahraničí Frankem Kellogem snížit napětí ve světě. Nejvýznamnějším pokrokem bylo podepsání Briandova–Kelloggova paktu 17. ledna 1929. Ten vyloučil možnost války jako řešení sporů mezi státy. Obecně zavrhoval války kromě válek obranných. K němu se připojilo 62 států, avšak nebyl závazný.
Dalším úspěchem Coolidgeovy administrativy bylo schválení takzvaného Dawesova plánu.

#### Rasové problémy a občanská práva
Calvin Coolidge se již od začátku svého prezidentství pokoušel omezit vliv rasistické organizace Ku-klux-klan. Několikrát proti klanu vystoupil, avšak politicky se této problematice příliš nevěnoval. 

Calvin Coolidge (uprostřed) spolu s domorodými Američany před Bílým domem

Calvin Coolidge podepsal v červnu 1924 zákon o indiánském občanství, který udělil občanství všem domorodým obyvatelům, kteří se narodili na území Spojených států amerických. To umožnilo domorodým Američanům získat v některých státech volební právo a poskytl jim vládní ochranu před podvodnými nákupy půdy. Ačkoliv tento zákon patřil k nejdůležitějším právním předpisům týkajících se Indiánů v první polovině dvacátého století, dostala se mu pouze malá mediální pozornost a sám Coolidge se o něm ani ve své biografii nezmínil. Jako symbol vděčnosti byl Coolidge přijat v roce 1927 mezi členy kmenu Lakotů, kde získal indiánské jméno Wanblí Tokáhe (Vládnoucí orel).
Coolidge se vymezoval proti rasismu a diskriminaci. 6. června 1924 prezident Coolidge vystoupil na Harvardově univerzitě, což byla jediná univerzita v USA, kde mohli studovat Afroameričané. Zde se ve svém projevu vymezil proti předsudkům vůči této minoritě a poděkoval jim za rychlý pokrok ve studiu i za přínos americké společnosti. Coolidge veřejně odsuzoval rasismus, což je patrné i z jeho projevů.
| „                                                        | Barevní lidé opakovaně prokázali svou oddanost vysokým ideálům naší země. Své služby ve válce poskytli se stejným vlastenectvím a připraveností jako ostatní občané .... Propaganda předsudků a nenávisti, která se snažila udržet barevné muže od podpory národní věci, zcela selhala. Černoch se ukázal jako stejný druh občana, dojatý stejným druhem vlastenectví jako bílý muž | “ |
| — Calvin Coolidge v projevu před afroamerickými veterány | |   |

Coolidge se v roce 1924 zastal afroamerického kandidáta do kongresu. Coolidgeova nadace dále darovala Harvardově univerzitě 500 000 dolarů na lékařské programy pro afroamerické studenty. Coolidge věřil, že tento krok povede k lepší zdravotní péči o afroamerické pacienty. Také věřil, že přibude afroamerických odborníků, což povede k postupnému vymizení rasismu. Podle historika Kurta Schmokeho tato prezidentova podpora pomohla vybudovat střední třídu afroamerické komunity.

### Vláda Calvina Coolidge

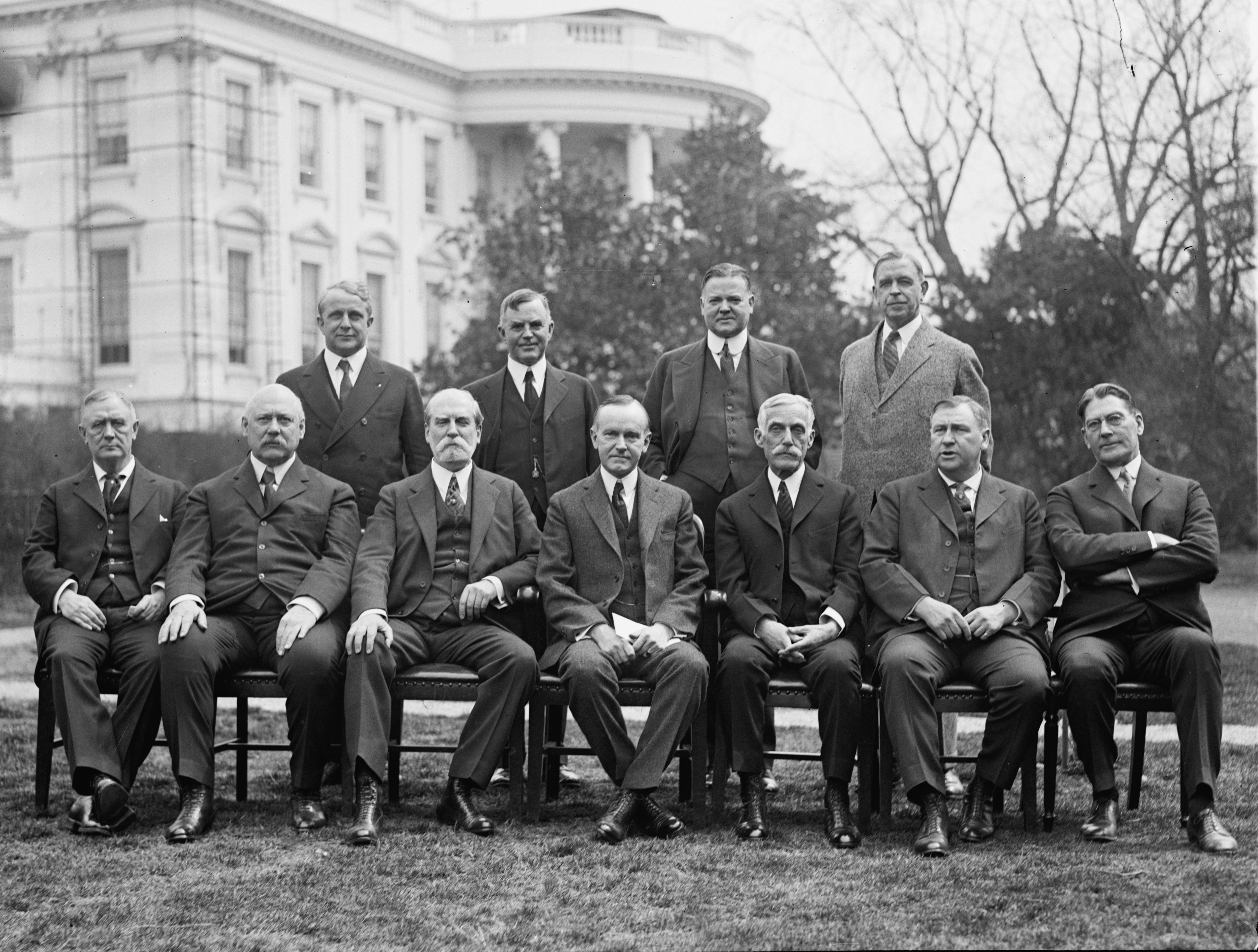
Calvin Coolidge s vládou

| Vláda Calvina Coolidge | Vláda Calvina Coolidge | Vláda Calvina Coolidge |
| ---------------------- | ---------------------- | ---------------------- |
| Úřad                   | Osoba                  | Období                 |
|                        |                        |                        |
| Prezident              | Calvin Coolidge        | 1923–1929              |
| Viceprezident          | Nejmenován             | 1923–1925              |
|                        | Charles G. Dawes       | 1925–1929              |
|                        |                        |                        |
| Ministr zahraničí      | Charles Evans Hughes   | 1923–1925              |
|                        | Frank B. Kellogg       | 1925–1929              |
| Ministr financí        | Andrew Mellon          | 1923–1929              |
| Ministr války          | John W. Weeks          | 1923–1925              |
|                        | Dwight F. Davis        | 1925–1929              |
| Ministr spravedlnosti  | Harry M. Daugherty     | 1923–1924              |
|                        | Harlan F. Stone        | 1924–1925              |
|                        | John G. Sargent        | 1925–1929              |
| Ministr pošt           | Harry S. New           | 1923–1929              |
| Ministr námořnictva    | Edwin Denby            | 1923–1924              |
|                        | Curtis D. Wilbur       | 1924–1929              |
| Ministr vnitra         | Hubert Work            | 1923–1928              |
|                        | Roy O. West            | 1928–1929              |
| Ministr zemědělství    | Henry C. Wallace       | 1923–1924              |
|                        | Howard M. Gore         | 1924–1925              |
|                        | William M. Jardine     | 1925–1929              |
| Ministr obchodu        | Herbert Hoover         | 1923–1928              |
|                        | William F. Whiting     | 1928–1929              |
| Ministr práce          | James J. Davis         | 1923–1929              |

## Pozdní život a smrt
V létě roku 1927 Calvin Coolidge oznámil, že se již nebude ucházet o druhé ucelené volební období ve funkci prezidenta. Po skončení mandátu v lednu 1929 odešel zpět do Northamptonu.
V roce 1932 několik republikánských představitelů založilo hnutí Draft Coolidge, které se mělo pokusit Calvina Coolidge přesvědčit, aby v prezidentských volbách 1932 kandidoval místo Herberta Hoovera. Coolidge však veškeré nabídky odmítl.
Ke konci svého života se svěřil, že již světu nerozumí a připadá si, že do své doby již nepatří. 5. ledna 1933 si Coolidge po obědě šel odpočinout do své ložnice, kde zkolaboval a ve věku 60 let zemřel. 